# Volker Kröning

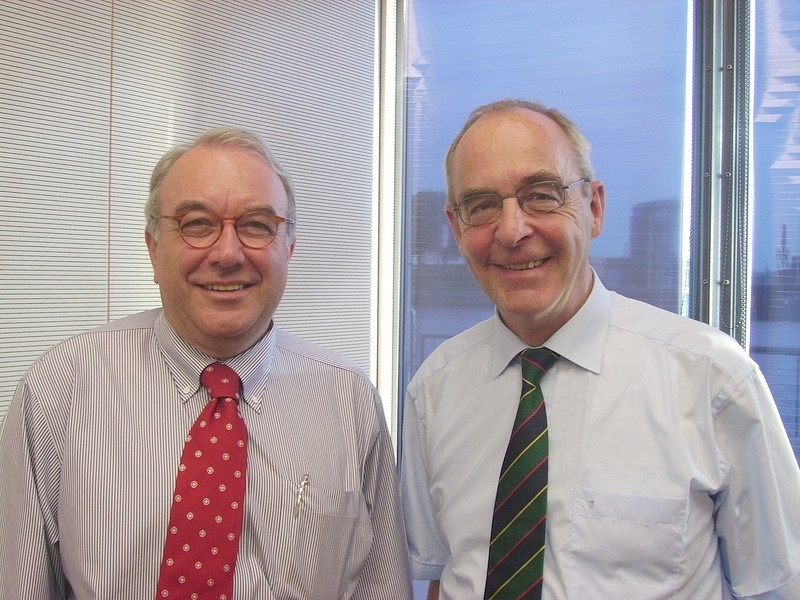
Die bremischen SPD-Abgeordneten Uwe Beckmeyer und Volker Kröning (rechts), 2009

Volker Kröning (* 15. März 1945 in Zwickau) ist ein deutscher Politiker (SPD). Er war von 1983 bis 1987 Innensenator, von 1987 bis 1991 Justizsenator und von 1991 bis 1994 Finanzsenator der Freien Hansestadt Bremen. Von 1994 bis 2009 war er Mitglied des Deutschen Bundestags.

## Biografie

### Familie, Ausbildung und Beruf
Kröning wurde 1945 auf der Flucht seiner Mutter aus dem Osten in Zwickau geboren, während sein Vater noch Soldat war. Der Sohn wuchs in der Nähe von Osnabrück und Wuppertal auf. 
Kröning ist seit 1976 mit Elke Kröning verheiratet und hat drei Söhne.
Nach dem Abitur 1964 leistete Kröning Wehrdienst und studierte Rechtswissenschaft an der Eberhard Karls Universität Tübingen, der Freien Universität Berlin und der Johann-Wolfgang-Goethe-Universität Frankfurt am Main. Dort legte er 1969 das erste juristische Staatsexamen ab. Danach wirkte Kröning neben dem Referendariat in Bremen an der Gründung der Universität und der einstufigen Juristenausbildung mit. Nach dem zweiten Staatsexamen in Hamburg war Kröning 1974 bis 1979 Referent in der bremischen Verwaltung. 1979 wurde er in die Bremische Bürgerschaft gewählt, 1983 in den Senat der Freien Hansestadt Bremen. Von 1994 bis 2009 war er Mitglied des Deutschen Bundestags. 
Von August 2009 bis Juli 2010 war Kröning Vorstandsvorsitzender der Detlef Hegemann Aktiengesellschaft; mit dieser Unterbrechung gehörte er dem Aufsichtsrat von Juni 2009 bis Mai 2017 an. Seit 1979 ist er als Rechtsanwalt zugelassen, seit 1994 praktiziert er in diesem Beruf. Seit 2010 ist er Honorarkonsul für Marokko in den Ländern Bremen, Niedersachsen und Mecklenburg-Vorpommern.

### Politik
Kröning ist seit 1969 Mitglied der SPD. Er war in verschiedenen Funktionen in der SPD Bremen aktiv.
Von 1979 bis 1983 gehörte er der Bremischen Bürgerschaft an, wo er in der Innen- und Finanzdeputation arbeitete. In diese Zeit fiel auch das erste Engagement für Friedens- und Sicherheitspolitik. Kröning engagierte sich einige Jahre in der Bremer Initiative für Frieden, internationalen Ausgleich und Sicherheit und wirkte an der Integration des Datenschutzes in das Recht der inneren Sicherheit mit. Er war Mitbegründer des Zentrums für Europäische Rechtspolitik und der Juristischen Gesellschaft und setzte erste Schwerpunkte in der Verfassungsgesetzgebung. Auf Einladung der Friedrich-Ebert-Stiftung reiste er zwei Mal im Rahmen des International Visitors Program in die USA.
Von 1983 bis 1994 war Kröning als Senator Mitglied des Bremer Senats (siehe unten). Er setzte sich für ein humanitäres Völkerrecht ein und engagierte sich für die Stärkung der Bürgerrechte durch die Reform des Wahlrechts zu den Beiräten und des Petitionsrechts.

### Mitglied des Bremer Senats
Im November 1983 wurde Kröning als Nachfolger von Helmut Fröhlich (SPD) Senator für Inneres in den von Bürgermeister Hans Koschnick (SPD) geleiteten Senat der Freien Hansestadt Bremen gewählt. Dieses Amt behielt er bei dessen seit 1985 amtierenden Nachfolger Klaus Wedemeier (SPD). 
1987 wurde Kröning Senator für Justiz und Verfassung als Nachfolger von Wolfgang Kahrs (SPD) und Senator für Sport als Nachfolger von Henning Scherf (SPD) sowie Senatskommissar für Datenschutz. 1988/89 hatte er als Vertreter Bremens den Vorsitz der Konferenz der Justizminister  des Bundes und der Länder inne. Er war an der Verfassungskommission von Bundesrat und Bundestag für die Vollendung der Deutschen Einheit beteiligt und setzte sich für das Grundgesetz als Basis der Deutschen Einheit ein. Um 1991 gab er gemeinsam mit Vertretern aus Wissenschaft und Praxis das Handbuch der Bremischen Verfassung heraus. 
1991 wurde er als Nachfolger von Claus Grobecker (SPD) Senator für Finanzen und Vorsitzender der Senatskommission für das Personalwesen. Er setzte dabei u. a. die Entscheidung des Bundesverfassungsgerichts zur Haushaltsnotlagenhilfe um und stellte das Sanierungsprogramm für Bremen in den Haushalten 1993/94 auf und in der mittelfristigen Finanzplanung um. Am 29. Juni 1994 trat Kröning aus dem Senat aus, um für den Deutschen Bundestag zu kandidieren.

### Mitglied des Deutschen Bundestages
Von 1994 bis 2009 war Kröning Mitglied des Deutschen Bundestages.
Er folgte als direkt gewählter Abgeordneter  des Wahlkreises Bremen-Ost bzw. seit 2002 des Wahlkreises Bremen I dem Abgeordneten Ernst Waltemathe (SPD). Er wurde 1998, 2002 und 2005 wiedergewählt. Sein Nachfolger war 2009 Carsten Sieling (SPD).
Schwerpunkt seiner Arbeit waren die Bereiche Finanzen und Recht.
   
Von 1994 bis 1998 war Kröning Mitglied des Finanzausschusses, wo er sich mit der Vollendung der europäischen Wirtschaftsunion und der Einführung des Euros beschäftigte.

Er setzte sich vor für die Ächtung und Räumung von Landminen, die Rehabilitierung und Entschädigung von Opfern der Wehrmachtsjustiz, die Bekämpfung des Rechtsextremismus und die sozialversicherungsrechtliche Ausgestaltung der Freiwilligendienste ein. 1984 bis 1994 und wieder 1998 bis 2002 gehörte er der Parlamentarierversammlung der NATO an. Von 1998 bis 2002 war er darüber hinaus Berichterstatter für den Verteidigungsetat im Haushaltsausschuss.
Kröning war 2000/01 Vorsitzender des Maßstäbeausschusses, der sich mit den Differenzen zwischen finanzstarken und -schwachen Bundesländern befasst. Er sah in dem Verzicht des Parlaments auf gestalterischen Einfluss und die Befristung des Maßstäbegesetzes eine Unvereinbarkeit mit dem Prinzip und dem Auftrag der Verfassungskonkretisierung. Deshalb trat er vom Ausschussvorsitz zurück.
2002 übernahm Kröning im Haushaltsausschuss die Berichterstattung für das neue Ministerium Wirtschaft und Arbeit. Die finanzielle Umsetzung der Agenda 2010 bildete hier bis 2005 den Schwerpunkt der Arbeit.
 
Seit 2002 war er Sprecher der Landesgruppe Bremen in der SPD-Fraktion. Von 2005 bis 2009 übernahm er dann den Einzelplan des Ressorts Wirtschaft und Technologie, wo die Maritime Wirtschaft, die Luft- und Raumfahrtindustrie, die Außenwirtschaft sowie die fach- und ressortübergreifende Forschung und Technologie eine größere Rolle spielten.
Von Oktober 2003 bis Dezember 2009 war er Sprecher der Arbeitsgruppe Modernisierung der bundesstaatlichen Ordnung bzw.  Modernisierung der Bund-Länder-Finanzbeziehungen der SPD-Bundestagsfraktion. Er vertrat die Position und stimmte dann auch für die Einführung der sog. Schuldenbremse.   

### Sonstige Ämter
- Kröning war von 1991 bis 2000 – seit 1994 als Bundesschatzmeister – Mitglied des Präsidiums des Deutschen Roten Kreuzes.
- Von 2000 bis 2009 war er Mitglied des Vereins zur Förderung von Forschung und Lehre zum Friedenssicherungsrecht und zum Humanitären Völkerrecht an der Universität Bochum.
- Von 1995 bis 2020 war er Vorsitzender der Wilhelm und Helene Kaisen-Stiftung.